# Glypen
Glypen är en sjö i Kinda kommun och Åtvidabergs kommun i Östergötland och ingår i Storåns huvudavrinningsområde. Sjön har en area på 1,35 kvadratkilometer och ligger 111,6 meter över havet.

## Delavrinningsområde
Glypen ingår i det delavrinningsområde (644610-150972) som SMHI kallar för Utloppet av Glypen. Medelhöjden är 147 meter över havet och ytan är 12,29 kvadratkilometer. Det finns inga avrinningsområden uppströms utan avrinningsområdet är högsta punkten. Vattendraget som avvattnar avrinningsområdet har biflödesordning 2, vilket innebär att vattnet flödar genom totalt 2 vattendrag innan det når havet efter 55 kilometer. Avrinningsområdet består mestadels av skog (80 procent). Avrinningsområdet har 1,49 kvadratkilometer vattenytor vilket ger det en sjöprocent på 12,1 procent.